# アストライド/LIFE
「アストライド/LIFE」は、スガシカオの34枚目のシングル。2014年5月21日発売。

## 解説
- 前作「アイタイ」から約1年1ヶ月ぶりのリリース。
- このシングルで、2度目のメジャーデビューとなった。
- 初回限定盤は、Wジャケットブックケース仕様。

## 収録曲
1. アストライド
  - ソニー損保CMソング
  - このCMには、スガ本人も出演している。
  - 森俊之によるプロデュース。
2. LIFE
  - ワーナー・ブラザース映画配給映画『オー!ファーザー』主題歌
  - 自身初となる小林武史によるプロデュース。
3. USO（Go Go FUNK）